# Lee Jae-Dong
Lee Jae-Dong, conhecido como n.Die_Jaedong, apelidado "The Tyrant" ("O Tirano"), geralmente conhecido como Jaedong ou JD, nascido em 9 de Janeiro de 1990, é um jogador profissional de StarCraft da Coreia do Sul, membro do time Hwaseung Oz. Ele é um dos únicos cinco jogadores a quebrar a barreira dos 2300 pontos no ranking ELO do TeamLiquid.net e atualmente esteve em segundo no ranking mundial da KeSPA e primeiro no ranking ELO. . Ele é um dos únicos dois jogadores a conseguir uma porcentagem de vitórias acima de 66% com uma carreira contendo 257 vitórias e 117 derrotas (68.72%). Em 22 de Agosto de 2009, ele se tornou o terceiro jogador a receber o prestigioso prêmio "Golden Mouse" ("Mouse de Ouro"), por vencer três títulos OSL, e o segundo desde BoxeR a vencer duas OSL consecutivas.
Em 2008 Lee recebeu os prêmios da KeSPA de "Jogador do Ano", "Maior Porcentagem de Vitórias" e "Melhor Zerg".
Em 2009 Lee imprimiu suas mãos em um pedaço de argila para "imortalizá-lo". Essa realização foi feita com 100 vitórias na liga profissional. Lee fez isso junto com Reach.

## Free Agency em 2009
Depois da KeSPA revisar as regras regulando a Free Agency, Hwaseung OZ fez uma oferta de U$112,420 dólares por ano para renovar seu contrato. Durante o período de ofertas, Lee expressou o interesse de continuar no Hwaseung Oz por causa das amizades que havia criado nos 3 anos que passou no time.
Apesar de seu pai publicamente afirmar em entrevistas que sua aposentadoria era uma possibilidade,  Lee renegociou seu contrato com Hwaesung Oz e confirmou que jogará pelo time na próxima temporada da liga profissional.

## Maiores Realizações

### Liga
- 2007 OnGameNet Star Challenge Season 1 (2° lugar)
- 2007 EVER OnGameNet  Starleague (1° lugar)
- 2008 GomTV MBCGame Starleague Season 4 (1° lugar)
- 2008 Arena MBCGame Starleague (2° lugar)
- 2008 World Cyber Games Korea Qualification Tournament (1° lugar)
- 2008 Averatec-Intel Classic Season 1 (1° lugar)
- 2009 Batoo OnGameNet Starleague (1° lugar)
- 2009 Bacchus OnGameNet Starleague (1° lugar)
- 2009 World Cyber Games Korea Qualification Tournament (3° lugar)
- 2009 World Cyber Games Grand Final (1° lugar)
- 2009 NATE MBCGame Starleague (1° lugar)
- 2010 Hana Daetoo MBCGame Starleague (2° lugar)
- 2010 Bigfile MBCGame Starleague (2° lugar)
- 2010 Korean Air 2 OnGameNet Starleague (2° lugar)

### Premiações KeSPA
- 2008 Jogador do Ano
- 2009 Jogador do Ano[11]

## Estatísticas dos OSL/MSL/WCG na carreira
| Ano  | Liga                 | Nome do Torneio  | Resultado da Final | Oponente                      | Nota                            |
| ---- | -------------------- | ---------------- | ------------------ | ----------------------------- | ------------------------------- |
| 2010 | Ongamenet Starleague | Korean Air 2     | 1 a 3              | FlaSh (Terran, KT Rolster)    |                                 |
| 2010 | MBCGame Starleague   | Bigfile          | 2 a 3              | FlaSh (Terran, KT Rolster)    |                                 |
| 2010 | MBCGame Starleague   | Hana Daetoo      | 0 a 3              | FlaSh (Terran, KT Rolster)    |                                 |
| 2009 | MBCGame Starleague   | Nate             | 3 a 1              | FlaSh (Terran, KT Rolster)    |                                 |
| 2009 | World Cyber Games    | 2009 Grand Final | 2 a 1              | Stork (Protoss, Samsung KHAN) |                                 |
| 2009 | Ongamenet Starleague | Bacchus 2009     | 3 a 0              | YellOw (Zerg, Hite Sparkyz)   | Recebe o "Mouse de Ouro" da OSL |
| 2009 | Ongamenet Starleague | Batoo            | 3 a 2              | By.Fantasy (Terran, SKT T1)   |                                 |
| 2008 | MBCGame Starleague   | Arena            | 0 a 3              | fOrGG (Terran, Lecaf OZ)      |                                 |
| 2007 | MBCGame Starleague   | GomTV S4         | 3 a 1              | Siz)KaL (Protoss, STX SouL)   |                                 |
| 2007 | Ongamenet Starleague | EVER 2007        | 3 a 1              | Stork (Protoss, Samsung KHAN) | Ganha o primeiro grande título  |